# Australian Championships 1958
Gli Australian Championships 1958 (conosciuto oggi come Australian Open) sono stati la 46ª edizione degli Australian Championships e prima prova stagionale dello Slam per il 1958. Si è disputato dal 17 al 27 gennaio 1958 sui campi in erba del White City Stadium di Sydney in Australia. Il singolare maschile è stato vinto dall'australiano Ashley Cooper, che si è imposto sul connazionale Malcolm Anderson in 3 set. Il singolare femminile è stato vinto dalla britannica Angela Mortimer Barrett, che ha battuto l'australiana Lorraine Coghlan Robinson in 2 set. Nel doppio maschile si è imposta la coppia formata da Ashley Cooper e Neale Fraser, mentre nel doppio femminile hanno trionfato Mary Bevis Hawton e Thelma Coyne Long. Il doppio misto è stato vinto da Mary Bevis Hawton e Bob Howe.

## Risultati

### Singolare maschile
Ashley Cooper ha battuto in finale  Malcolm Anderson con il punteggio di 7–5, 6–3, 6–4

### Singolare femminile
Angela Mortimer Barrett ha battuto in finale  Lorraine Coghlan Robinson con il punteggio di 6–3, 6–4

### Doppio maschile
Ashley Cooper /  Neale Fraser hanno battuto in finale  Roy Emerson /  Bob Mark con il punteggio di 7–5, 6–8, 3–6, 6–3, 7–5

### Doppio femminile
Mary Bevis Hawton /  Thelma Coyne Long hanno battuto in finale  Lorraine Coghlan /  Angela Mortimer Barrett con il punteggio di 7–5, 6–8, 6–2

### Doppio misto
Mary Bevis Hawton /  Bob Howe hanno battuto in finale  Angela Mortimer Barrett /  Peter Newman con il punteggio di 9–11, 6–1, 6–2